# Feuling
Feuling (Feuling Motor Co, Ventura, Californië) is een Amerikaans fabrikant van motorfietsen met W-3 motorblokken.
Oprichter van het bedrijf is Jim Feuling. Hij was ontwikkelingsingenieur bij Ford, Chrysler en Oldsmobile en werkte ook aan de Twin Cam 88 motoren van Harley-Davidson.
Feuling R&D (het zusje van Feuling Motor Co.) houdt zich onder andere bezig met de ontwikkeling van prototypen en recordvoertuigen voor de Amerikaanse auto-industrie. Feuling wist Harley-Davidson warm te krijgen voor de ontwikkeling van een W-3 motor die in het Harley-programma zou worden opgenomen. Toen Harley hiervan af zag, mocht Feuling als vriendendienst de motor onder eigen naam verder ontwikkelen. Hij bracht hem in 2001 op de markt.